# 牙科恐懼
牙科恐懼（dental fear）是指對於牙科和接受牙科治療的恐懼。這種恐懼的病態現象（特定恐懼症）在英文裡有許多不同的稱呼：dental phobia、odontophobia、dentophobia（以上皆指牙科恐懼症）、dentist phobia（牙醫師恐懼症）或dental anxiety（牙科焦慮）。然而，有人指出「牙科恐懼症」一詞往往是錯誤的稱呼，因為很多有這種情形的人並不覺得他們的恐懼是過度或不合理的，他們類似有創傷後壓力心理障礙症的人，症狀是以前看牙醫的創傷經驗造成的。
據估計，75%的美國成人有某種程度的牙科恐懼，情況從輕微到嚴重。大約有百分之五到十的美國成人被認為得了牙科恐懼症；也就是說，由於害怕接受牙科治療，他們不計一切代價逃避看牙醫。很多害怕看牙醫的人會等到得了牙科急症才去看病，像是牙痛或長膿瘡的時候。非常害怕看牙醫的人往往會經歷「逃避的循環」，他們由於恐懼而逃避看牙醫，直到得了需要侵入性治療的牙科急症才去看病，如此又會加強他們對牙科的恐懼。
通常女性自訴的牙科恐懼程度比男性高，年輕人自訴的恐懼程度則比年長的人高。人們通常表示自己比較害怕較具侵入性的治療，例如口腔手術，而比較不害怕較不具侵入性的治療，例如專業口腔清潔，也就是洗牙。

## 成因
很多人表示他們的牙科恐懼是從一次具創傷性、難熬而／或痛苦的看牙經驗開始的。然而，單單痛苦或創傷性的看牙經驗無法解釋為什麼人們會得牙科恐懼症。牙醫師在患者眼中的態度是重要的變因。研究發現，被認為「沒人情味」、「心不在焉」、「不關心患者」或「冷淡」的牙醫師，即使在治療過程中沒有帶來痛苦的經驗，也會對學生造成很大的牙科恐懼；反之，對某些學生而言，如果他們覺得自己的牙醫師既關心患者又溫暖，就算治療過程中有痛苦的經驗，也不會產生牙科恐懼。
聽到別人和牙科有關的創傷經驗或負面看法，也會產生牙科恐懼。
治療牙科恐懼時，通常會併用行為治療與藥物治療的技術。專門治療牙科恐懼的診所，例如設立於西雅圖華盛頓大學和瑞典哥德堡大學的診所，會請心理學家和牙醫師幫助人們學習控制並降低對於牙科治療的恐懼。設立這些診所的目的在於提供人們控制恐懼的技巧，使他們接受正規的牙科治療時能把恐懼或焦慮降到最低。雖然有專門診所幫助人們控制並克服對牙科的恐懼，但除了這些診所以外，很多提供牙科治療的機構也會用類似的行為與認知治療方式來幫助患者減輕恐懼。

## 治療
行為治療法包括教導放鬆技巧，例如腹式呼吸和肌肉漸進放鬆法，還有認知（或者說以想法為基礎的）技巧，例如認知重建和引導想像。研究顯示，這兩類技巧都能顯著地減少牙科恐懼。行為治療技巧的一例是系統減敏感法（systematic desensitization），這種方法在心理學中用來克服恐懼症以及其他焦慮症。這種方法有時也稱為逐步暴露療法或逐步暴露。例如，對於害怕牙科注射的病患，治療師首先會教導放鬆技巧，然後逐步為患者引入他害怕的東西（在這個例子裡是針頭和／或注射器），並鼓勵患者用先前教導的放鬆技巧控制他的恐懼。在進步過程中，患者先是在接受牙科注射時使用放鬆技巧，直到接受注射時只感到些微恐懼或完全不害怕為止。研究顯示，這種方法能有效治療對於牙科注射的恐懼。至於認知重建法，如果使用在無威脅性的情況下，對於幫助逃避看牙醫好幾年的人跨出第一步可能是個有用的選擇，而且這個方法比起馬上讓患者接觸他害怕的刺激來得不具威脅性。
接受行為治療的患者的意見也值得考慮。從心理學家的觀點來看，逐步暴露法、放鬆技巧或挑戰悲慘的想法之類的技巧是很重要的。然而，來自英國雪菲爾大學的臨床心理學家蓋瑞·肯特（Gerry Kent）提到，患者對於治療的想法可能和治療師的想法相當不同。他主張，不應該認為高度的焦慮或恐懼症只存在於個案本身或個案對牙科治療的觀感中，而更應考慮個案和牙醫之間的關係。例如，順利完成認知行為療程的患者被問到是什麼幫助他們熬過牙科治療時，他們提到了諸如資訊的提供、花費的時間、受牙醫師控制、牙醫師了解並傾聽他們的擔心等因素。這種發現顯示，建立一套人與人之間的焦慮與焦慮減輕模式可能有助於了解並治療牙科恐懼。
牙醫師使用的行為治療法包括正增強（例如稱讚病患）、使用非威脅性語言和「解說－展示－操作」法。解說－展示－操作法本來是兒童牙科使用的方法，但也可以用在緊張的成人病患身上。這種方法是先用容易了解的語言解說治療過程，然後以非威脅性的方式展示治療過程的視覺、聽覺、嗅覺和觸覺等方面，再實際操作。
實體環境的某些方面也在減輕牙科恐懼中扮演重要角色。例如，消除傳統認為與牙科有關的氣味、讓治療團隊穿著非醫療用的服裝、或者播放背景音樂，這些方法減少並取代了可能引發恐懼感的刺激（參見古典制約），因而能夠幫助病患。有些焦慮的患者對於更明顯的分散注意力方式有良好的反應，例如在治療過程中聽音樂、看電影、甚至使用頭戴式虛擬實境設備等。
控制牙科恐懼的藥物治療技術從溫和的鎮靜到全身麻醉都有，牙醫師也常把這些技術與行為治療技術併用。一氧化二氮（又稱為「笑氣」）是牙科普遍用來減輕焦慮的藥物之一，經由鼻罩吸入後，會引起放鬆與解離（dissociation）的感受。牙醫師可以開口服鎮靜劑，例如替馬西泮（Temazepam; 商品名 Restoril）、阿普唑侖（佳靜安定）、地西泮（煩寧）或三唑侖（酣樂欣）之類的苯二氮䓬類藥物。英國禁止使用三唑侖（酣樂欣），而替馬西泮在中華民國則列為第四級毒品管制。這些鎮靜劑可以幫助患者在牙科治療過程中感覺更平靜，有時也會感覺睏倦，但患者仍然有意識，而且能和牙科治療團隊溝通。靜脈注射鎮靜是直接把苯二氮䓬類藥物注入患者手臂或手部的靜脈。相對於全身麻醉，靜脈注射鎮靜常常稱為「有意識的鎮靜」。靜脈注射鎮靜時，患者自行呼吸，而他們的呼吸與心搏率是受到監測的。全身麻醉時，患者的鎮靜程度更深。
最近的研究把重點放在線上社群幫助人們面對焦慮或恐懼症並成功接受牙科治療時所扮演的角色。研究發現顯示，某些個案似乎的確因為參與線上支援團體而獲得助益。